# Chiuiești
Chiuiești – wieś w Rumunii, w okręgu Kluż, w gminie Chiuiești. W 2011 roku liczyła 1336 mieszkańców.